# Scandale (film, 2003)
Pour les articles homonymes, voir Scandale (homonymie).
 Pour plus de détails, voir Fiche technique et Distribution
Scandale est un film pornographique français, réalisé par Fred Coppula et sorti en vidéo en 2003. Il s'agit d'un pastiche de Paparazzi de Alain Berberian dans lequel Vincent Lindon et Patrick Timsit tenaient les rôles principaux.

## Synopsis
Mélanie, une paparazza dénuée de scrupules, use de tous les moyens possibles pour ramener un scoop, en traquant les stars dans le secret de leur vie privée. Après avoir pris des photos d'une vedette en train de se masturber, elle est chargée par sa rédactrice en chef d'apprendre le métier à une nouvelle assistante, Sonia. Ensemble, les deux journalistes vont surprendre le « Centaure », un chanteur à succès, en train de folâtrer avec deux groupies, puis prendre des photos des frasques sexuelles d'un certain « prince Yannick ». Mais Mélanie se rend bientôt compte que Sonia guigne sa place... 

## Fiche technique
- Titre : Scandale
- Réalisation : Fred Coppula
- Scénario : Fred Coppula
- Production : Fred Coppula Prod
- Maquillages : Saskia
- Régie : Toinou (Max Antoine) et Véronique Lefay
- Musique :  Darth Maniac et Chris Tapor
- Montage : Fred Coppula
- Pays d'origine :  France
- Genre : pornographie
- Durée : 85 minutes
- Date de sortie : 2003

## Distribution
- Mélanie Coste : Mélanie, la paparazza
- Sonia Carrere : Sonia, l’assistante de Mélanie
- Laura Angel : une complice de Mélanie
- Véronique Lefay : la rédactrice en chef
- Delfynn Delage : la « Bimbo de la télé »
- Nomi : une groupie du « Centaure »
- Mélinda : une autre groupie du « Centaure »
- Katia de Val : une vedette prise en photo
- Pocahontas : une fille
- Ian Scott : le prince Yannick
- Greg Centauro : le « Centaure », un chanteur à succès
- Autres acteurs : Sebastian Barrio, Philippe Dean, HPG, Kim, Edd Exel, Phil Holliday, Reda ...